# Grand Prix de l'UCI

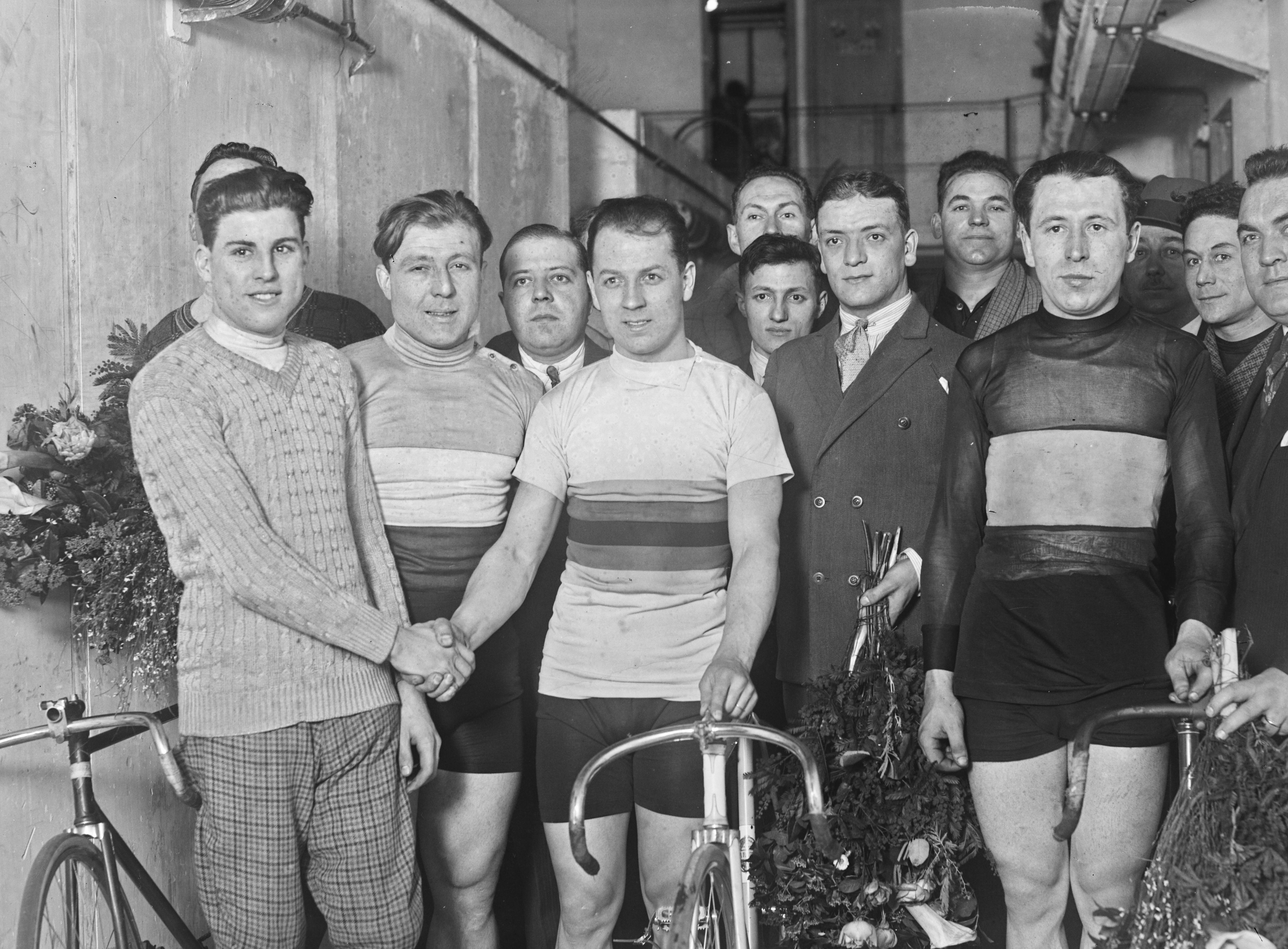
Gagnants 1930 [de g. à d.] Lucien Faucheux, Lucien Michard, Jacques Arlet

Le Grand Prix de l'U.C.I était une course de vitesse sur piste organisée en France par l'Union cycliste internationale entre 1927 et 1934. Un prix de l'UCI a été couru en 1907. Le Grand Prix de l'U.C.I de demi-fond se courait le même jour au même endroit.

## Palmarès
| Année                    | Vainqueur                    | Deuxième        | Troisième          |
| 1907                     | Walter Rütt                  | —               | —                  |
| 1926                     | Lucien Faucheux              | Lucien Michard  | Jean Cugnot        |
| 1927                     | Piet Moeskops                | Lucien Faucheux | Lucien Michard     |
| 1928                     | Avanti Martinetti            | Lucien Michard  | Orlando Piani      |
| 1929                     | Lucien Michard               | Lucien Faucheux | Marcel Jean        |
| 1930                     | Lucien Michard               | Lucien Faucheux | Jacques Arlet      |
| 1931                     | Lucien Faucheux              | Lucien Michard  | Jacques Arlet      |
| 1932                     | Jef Scherens                 | Toto Gérardin   | Lucien Faucheux    |
| 1933                     | Lucien Michard               | Jef Scherens    | Willy Falck Hansen |
| 1934                     | Albert Richter               | Jef Scherens    | Lucien Michard     |
| 1938 (amateurs)          | Bruno Loatti                 |                 |                    |
| 1939 (amateurs),         | Italo Astolfi                | Gerhard Purann  | Émile Gosselin     |
| 1949                     | Pierre Iacoponelli           | Reginald Harris | Jef Scherens       |
| 1949 Omnium au Vel d'Hiv | Roger Godeau Bernard Bouvard |                 |                    |
| 1950                     | Arie van Vliet               | Reginald Harris | Émile Lognay       |
| 1958                     | Roger Gaignard               | Jan Derksen     | Celestino Oriani   |

## Grand Prix de l'UCI de demi-fond
| Année                   | Vainqueur                        | Deuxième         | Troisième        |  |
| 1926                    | Victor Linart                    |                  |                  |  |
| 1927                    | Robert Grassin                   | Victor Linart    | Charles Jaeger   |  |
| 1933                    | Robert Grassin                   | Georges Paillard | Erich Möller     |  |
| 1938                    |                                  | August Meuleman  |                  |  |
| 1939 (1 heure),         | Edoardo Severgnini               | August Meuleman  | Georges Paillard |  |
| 1949                    | Jacques Besson                   | August Meuleman  | Elia Frosio      |  |
| 1950                    | Jacques Besson                   |                  |                  |  |
| 1954 Course de 3 heures | Roger Godeau Georges Senfftleben |                  |                  |  |
| 1957                    | Roger Godeau                     |                  |                  |  |
| 1958                    |                                  | Roger Godeau     |                  |  |